# Pat Eddery

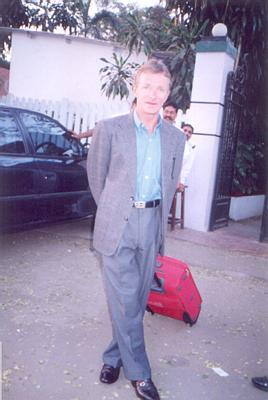
Pat Eddery

Patrick „Pat“ James John Eddery (* 18. März 1952 in Newbridge, County Kildare, Irland; † 10. November 2015) war ein irischer Jockey, der zwischen 1974 und 1996 zahlreiche international bekannte Pferderennen gewann.
Er war elfmal der erfolgreichste Jockey in Großbritannien (British flat racing Champion Jockey) (1974, 1975, 1976, 1977, 1986, 1988, 1989, 1990, 1991, 1993, 1996).

## Leben
Eddery, Sohn des Jockeys Jimmy Eddery sowie Bruder des Jockeys Paul Eddery, begann seine Laufbahn 1967 und bestritt insbesondere zwischen 1974 und 1996 zahlreiche international bekannte Pferderennen, wobei er auch danach noch zeitweilig an Rennen teilnahm. 1980 ging er nach Ballydoyle, County Tipperary, zu dem Trainer Vincent O’Brien.
Zu seinen größten Siegen zählte der Gewinn des Epsom Derby in den Jahren 1975, 1982 und 1990 und gewann in dieser Zeit auch dreimal das Epsom Oaks in den Jahren 1974, 1979 und 1996. Darüber hinaus siegte Eddery 1986, 1991, 1994 und 1997 auch beim St. Leger Stakes.
Zu den größten Erfolgen außerhalb Großbritanniens zählten seine Siege beim Prix de l’Arc de Triomphe, den er 1980 sowie dreimal hintereinander 1985, 1986 und 1987 gewann. 1988 und 1990 gewann er in Frankreich darüber hinaus auch den Prix du Jockey Club. 1993 gewann er mit Knifebox den Premio Roma.